# Адвентски календар
Адвентски календар је посебан календар који се користи за рачунање дана адвента у ишчекивању Божића. Будући да датум прве недеље адвента варира, падајући између 27. новембра и 3. децембра, многи адвентски календари, посебно они који се могу поново користити, често почињу 1. децембра, иако они који се производе за одређену годину често укључују и последњих неколико дани новембра који су део литургијског доба. Адвентски календар први пут су користили немачки лутерани у 19. и 20. веку.

## Дизајн и употреба
Традиционални адвентски календари представљају сцену јаслица, Светог Николу и зимско време, док се други тематски календари крећу од спорта до технологије. Долазе у мноштву облика, од једноставног папирног календара са преклопима који прекривају сваки дан, преко џепова од тканине на позадини до обојених дрвених кутија са рупицама за ситнице.
Многи адвентски календари имају облик велике правоугаоне картице са „прозорима”, по један за сваки дан децембра пре Бадњег дана или Божића, укључујући и њега. Узастопна врата се отварају сваког дана уочи Божића, почев од почетка сезоне адвента за ту годину, или једноставно 1. децембра. Често су врата распоређена по календару без одређеног редоследа. Прозори календара се отварају како би открили слику, песму, део приче (као што је прича о Исусовом рођењу) или мали поклон, попут играчке или предмета од чоколаде. Често се на сваком прозору штампа библијски стих и хришћанска молитва, коју хришћани укључују у своје свакодневне адвентске молитве. Адвентски календари такође могу имати загонетке и игре одштампане на полеђини.
Давно успостављени британски часопис Country Life укључује адвентски календар − који описује као „наш познати адвентски календар” − у корицама последњег издања у новембру.
Постоје многе варијације адвентског календара, укључујући адвентске календаре на друштвеним мрежама и низове адвентских календара за вишекратну употребу. Многи градови су креирали живе адвентске календаре. Неки адвентски календари чак избегавају традиционалне божићне мотиве и теме, фокусирајући се само на Исуса као централног лика божићне приче.

## Нордијски Јулекалендар/Јулкалендар
У Данској, Финској, Исланду, Норвешкој и Шведској такође постоји традиција да се Јулекалендар (шведски: Julkalender, фински: Joulukalenteri, исландски: Jóladagatal; локална реч за Yule − или божићни − календар) емитује у облику телевизијске или радио емисије, која почиње 1. децембра и завршава се на Бадње вече.
Таква емисија први пут је емитована на радију 1957. године у облику шведске радио серије Barnens adventskalender; прва телевизијска емисија овог жанра емитована је 1960. године у облику шведског програма Titteliture. Први јулекалендар емитован у Данској био је Historier fra hele verden 1962. године. Телевизијски јулкалендар или јулекалендар проширио се и у друге нордијске земље; на пример, у Финској се емисија зове Joulukalenteri.
Током година постојало је неколико врста јулекалендара; неки су усмерени на децу, неки и на децу и на одрасле, а неки само на одрасле. У Шведској постоји радио емисија Јулкалендар, која се емитује данима уочи Божића. Класичан пример јулекалендара у којем уживају деца (као и одрасли, ако је то чисто из носталгичних разлога) је норвешка телевизијска емисија Jul i Skomakergata из 1979. године; друга је исландска телевизијска емисија из 1990. године, Á baðkari til Betlehem.

## Галерија
- Колекција адвентских календара
- Адвентски календар из Im Lande des Christkinds. На прозорима су божићне песме. Преко њих су налепљене слике са изрезаног листа.
- Адвентски календар из 1946. године, ауторке Маријане Шнеганс.
- 24 прозора на прочељу палате Хелбрунн у Салцбургу, у Аустрији, коришћени су као адвентски календар током градске божићне пијаце.
- Домаћи адвентски календар са поклонима.
- Адвентски календар који се састоји од слика са датумима на обрнутој страни.
- Норвешки адвентски календар.
- Домаћи адвентски календар направљен од дрвета у облику јелке.
- Адвентни календар у градској кући у Штолбергу, Саксонија.
- Две девојке покушавају да отворе масивни адвентски календар у Спомен-цркви цара Вилхелма у Берлину.
- Адвентски календар са стварним живим људима.
- Адвентски календар са поклонима у облику режњева, насумично распоређених.